# Сватове
Сва́тове — місто в Україні, адміністративний центр однойменної міської громади та однойменного району Луганської області. Населення становить 16 420 мешканці (станом на 2021 рік). Харчова промисловість, авторемонтний завод, підприємства для обслуговування залізничного транспорту. 1938 року отримало статус міста.

## Історія

### Козацька доба
На території сучасного Сватове люди мешкали вже у кам'яну добу, про що свідчать археологічні знахідки на північно-східній околиці міста, на лівому березі річки Хорина. На території міста також знайдено чотири поселення бронзової доби. Поблизу Сватова також знайдено було сарматські поховання, які заселяли ці землі з I століття до н. е. до IV століття н. е.
Сватова Лучка  заснована у 1708 році українськими козаками-переселенцями. Свою назву поселення отримало від ріки Сваха. Використовуючи українських поселенців для захисту південних кордонів від нападів кримських і ногайських татар, царський уряд на пільгових умовах наділяв їх землею, забезпечував зброєю і продовольством, зберігав їхні козацькі права і самоврядування. 
У 1765 році, зі скасування козацького устрою в Слобідській Україні і створенням комісарських відділів Сватівської слободи Лучка стала центром одного з них. Його жителів переводили в категорію військових жителів, позбавляли козацьких прав і привілеїв і обкладали податками - від 35 до 95 копійок за ревізійну душу. Це викликало невдоволення населення, яке почало боротьбу за повернення своїх привілеїв. У 1770-1771 роках в районі Сватової Лучки діяли гайдамацькі загони, які здійснювали напади на комісарські адміністрації, маєтки міських кавалерів і на царських чиновників.

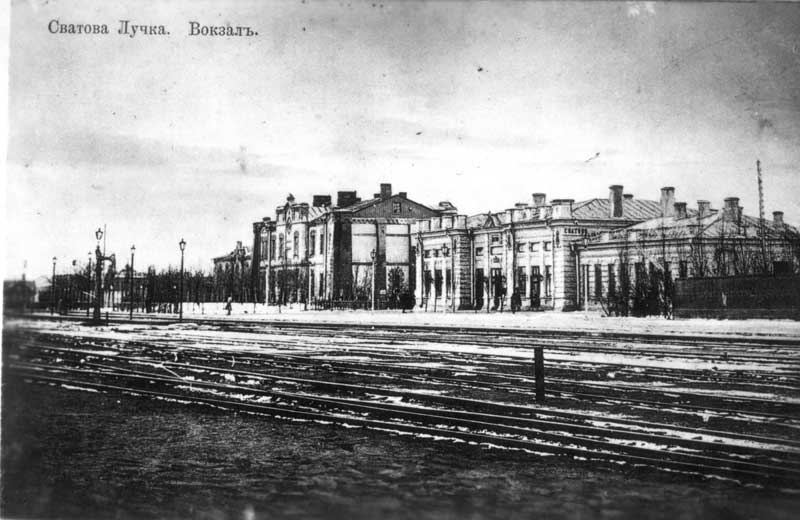
Залізничний вокзал у Сватовій Лучці

### Російська імперія
Про соціальний склад населення Сватової Лучки свідчать такі дані: в 1773 році із загальної кількості 2928 жителів військових жителів налічувалося 2664, селян - 96, купців - 3. Основним видом діяльності жителів було землеробство і скотарство. Ремесла, особливо взуттєві і кушнірські, значно розвинулися. Крім того, жителі займалися винокурнею і торгівлею смолою, виготовляли вози, колеса, плуги. Жінки ткали полотно і тканину для власних потреб, а також на продаж. Розвитку торгівлі сприяли ярмарки, що проводилися 4 рази на рік. Сюди приїжджали купці з різних міст з усієї України та інших регіонів Росії. Торгівля велася шовковими тканинами, китайськими ситцями, хутром лисиці і зайця, посудом. Місцеві жителі продавали на ярмарках хліб, солону рибу, горщики, дьоготь, мило, коней. У 1785 році в поселенні було 2 млини, 15 магазинів, 12 трактирів, церква.
У 1825 році Сватова Лучка стала військовим поселенням Новоєкатеринославль, в якому розміщувалися штаб Катеринославського кірасирського полку і штаб Другої кірасирської дивізії.
У 1857 році, після скасування системи військових поселень, слободі повернули колишню назву, всі колишні військові поселенці були переведені в розряд державних селян. Відповідно до указів від 18 січня 1866 року вони зберегли свої земельні наділи, але протягом 20 років державні селяни повинні були платити податок.
Після скасування кріпосного права розвиток селища Сватова Лучка (йому повернули колишню назву) йшло більш швидкими темпами. У 1862 році тут проживало понад 7 тисяч чоловік. За своїм торговим значенням вона займала одне з перших місць серед населених пунктів Куп'янського повіту Харківської губернії. У 1894 році було побудовано відтинок Катерининської залізниці «Лисичанськ — Сватове», тоді ж утворено залізничну станцію Сватове Донецької залізниці. У 1895 році збудовано відтинок «Сватове — Куп'янськ». Розташований в центрі великого сільськогосподарського району, на перехресті декількох торгових шляхів, він швидко став однією з найбільших станцій Катерининської залізниці з перевезення вантажів, особливо хліба і худоби.
У 1902—1903 роках в місті було побудовано завод по переробці соняшника, нині це маслоекстракційний завод «Сватівська олія».
1905 року в Сватовій Лучці було відкрито волосну лікарню на 20 ліжок. Станом на 1911 рік у Сватовій Лучці мешкало 14 877 жителів, було 2 135 житлових будинків.

### Українська революція
Під час Української революції населений пункт стає частиною Української Народної Республіки. Під час Першої радянсько-української війни опиняється під більшовицькою окупацією. В ході контрнаступу українських та союзних сил, з просуванням німецьких та австро-угорських військ в сторону сучасної Луганщини, 17 квітня 1918 радянському командармові Ворошилову Антонов Овсієнко дав вказівки, попрямувати до Сватового і зайняти там оборону, тим самим вони б прикривали Південно східну залізницю Луганськ- Міллерово і підкріпили б місцеві загони. Того ж дня відбувся бій за Сватове, де більшовицькі сили отримали поразку і змушені були відійти до Кремінної. За кінцевим результатом визвольної боротьби та подальших подій, Сватове повертається під більшовицький контроль та остаточно устатковується в радянській окупації.

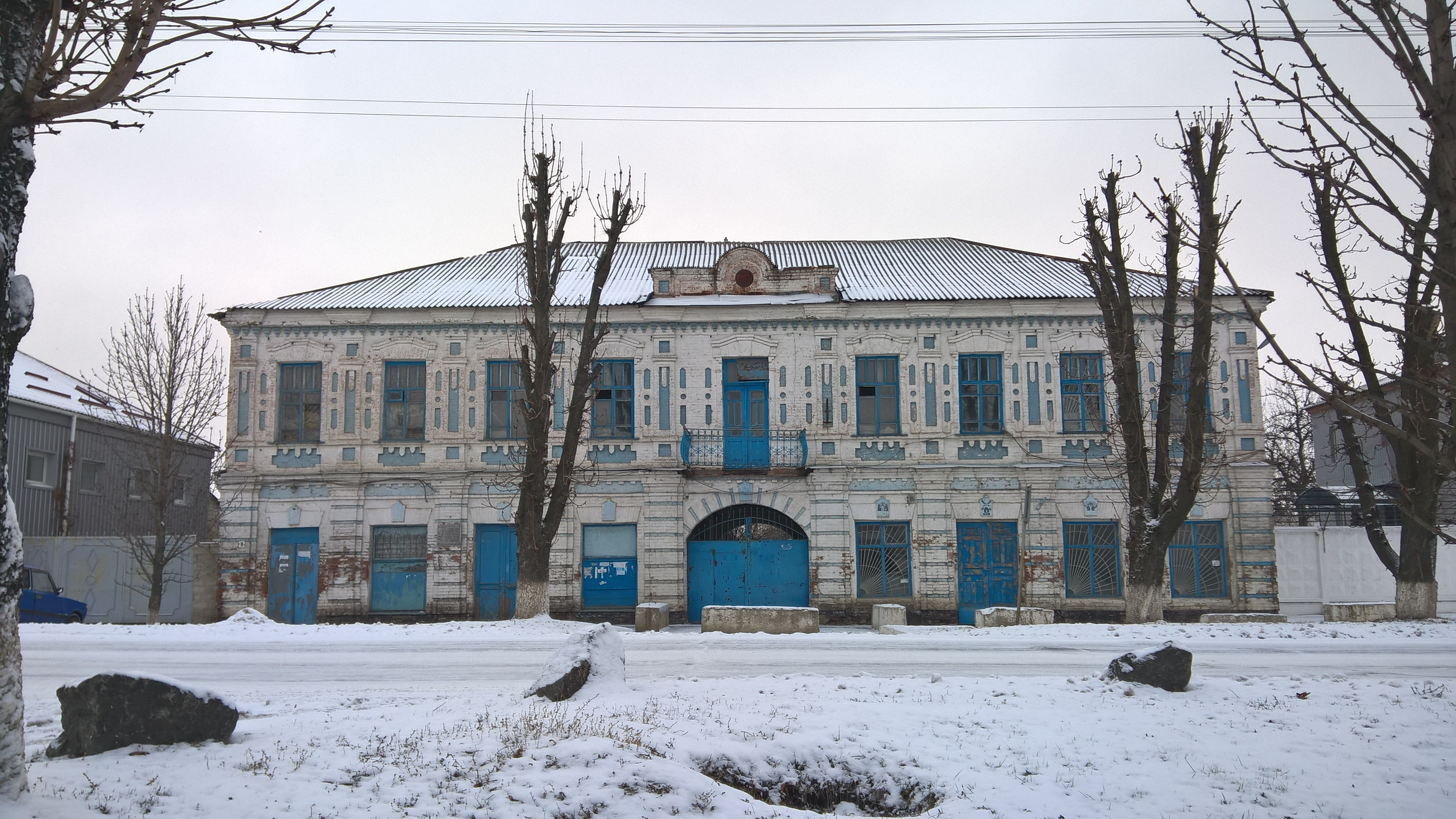
Житловий будинок по вулиці Державній, 9

### Радянський період
У 1923 році Сватова Лучка змінює свій статус — стає районним центром Харківської губернії. Одночасно її перейменовують на Сватове. А у 1938 році населення Сватового досягло 20,7 тисяч чоловік, селище отримує статус міста районного підпорядкування.
Місто Сватове, як і багато інших в Україні, постраждало внаслідок геноциду українського народу, вчиненого урядом СРСР у 1932—1933 роках, кількість встановлених жертв — щонайменше 1296 жителів міста.
1931 року засновано друкарню для випуску районної газети.
У 1938 році Сватове отримало статус міста.
У роки Другої світової війни, 9 липня 1942 року, місто було окуповане німецькими військами. 31 січня 1943 року в ході Ворошиловградської наступальної операції було звільнено частинами 267-ї стрілецької дивізії і 11-ї винищувально-протитанкової артилерійської бригади 6-ї армії Південно-Західного фронту.
1966 року в місті збудовано цегельний завод, який був сезонний з природним сушінням. Продуктивність цегельні становила 2 млн штук цегли за рік.
У 1967 році в Сватовому відкрито швейну фабрику, яка з 1988 року входила до складу Ворошиловградського виробничого об'єднання «Луганчанка». На фабриці працювало 370 робітників. Нині це ВАТ «Швейна фабрика Сватівчанка».
У 1983 році тут діяли ремонтно-механічний завод, завод торгового обладнання, маслозавод, олійноекстракційний завод, швейна фабрика, харчова фабрика, м'ясокомбінат, комбінат хлібопродуктів, районна сільськогосподарська техніка, районна сільськогосподарська хімія, комбінат побутового обслуговування, будинок побуту, 10 загальноосвітніх шкіл, музична школа, спортивна школа, 4 лікарні, 4 клуби, будинок культури, кінотеатр, 8 бібліотек і краєзнавчий музей. У 1989 році населення Сватового нараховувало 21 625 мешканців.

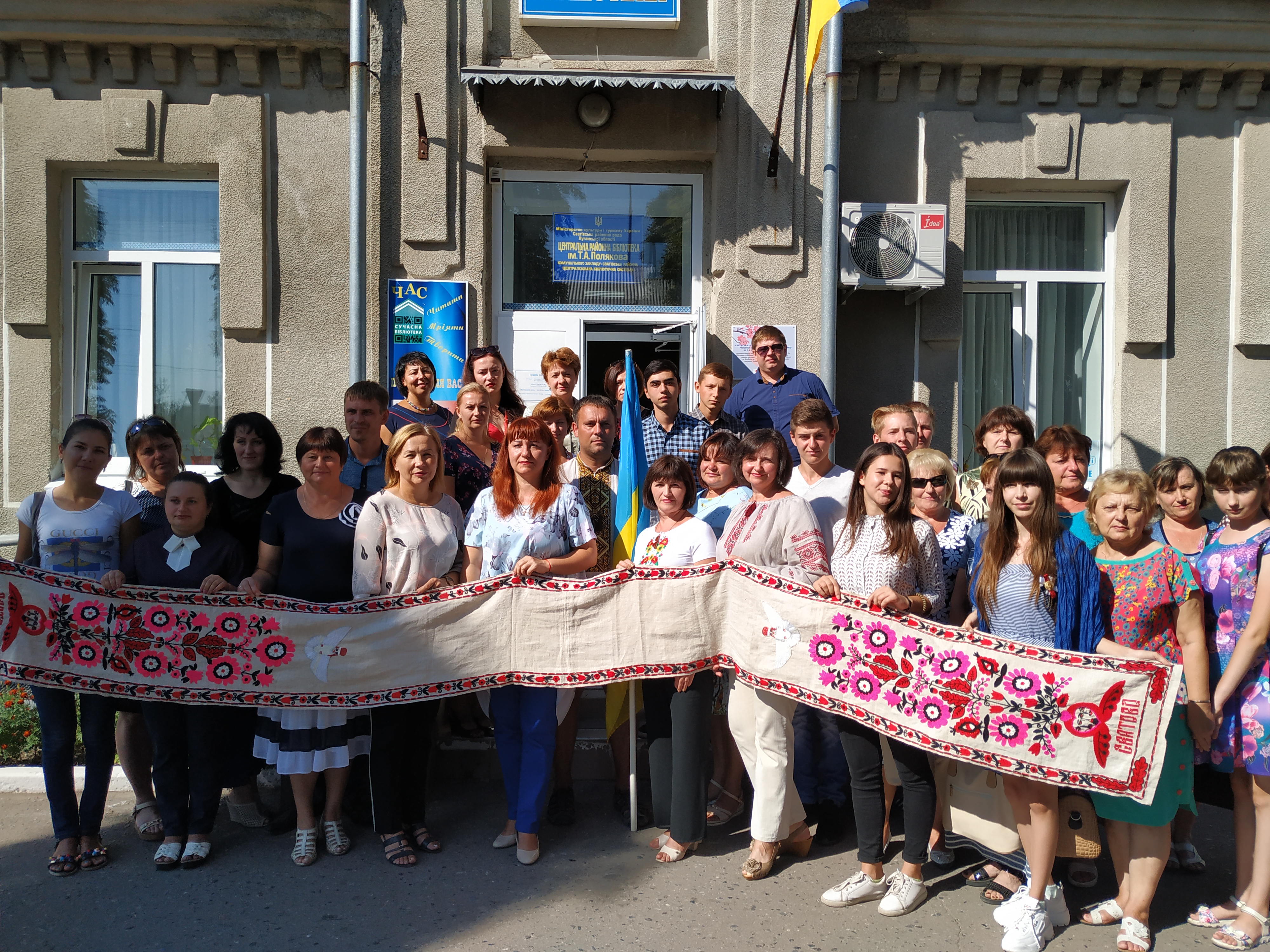
«Тарасів дороговказ». Сватове. 2008

### Незалежна Україна

#### Кінець XX — початок XXI століття
У травні 1995 року Кабінет Міністрів України ухвалив рішення про приватизацію заводу «Сватівчанка», розташованого в місті, у липні 1995 року було затверджено рішення про приватизацію радгоспу «Дружба».
Станом на 1 січня 2013 року населення Сватового складало 18 241 мешканець.

#### Російсько-українська війна
22 травня 2014 року секретар РНБО України Андрій Парубій сказав, що проросійські сили намагалися тієї ночі захопити Сватове, але їх спроба провалилася.
Під час російсько-української війни де-факто — обласний центр Луганської області, а у липні 2014 року до Сватового було передислоковано Луганське обласне управління МВС України. 6 вересня 2014 року при виконанні бойового завдання під Сватовим загинув солдат Беженар Дмитро Олександрович..
У ніч на 30 вересня 2014 року у місті було повалено пам'ятник Леніну.

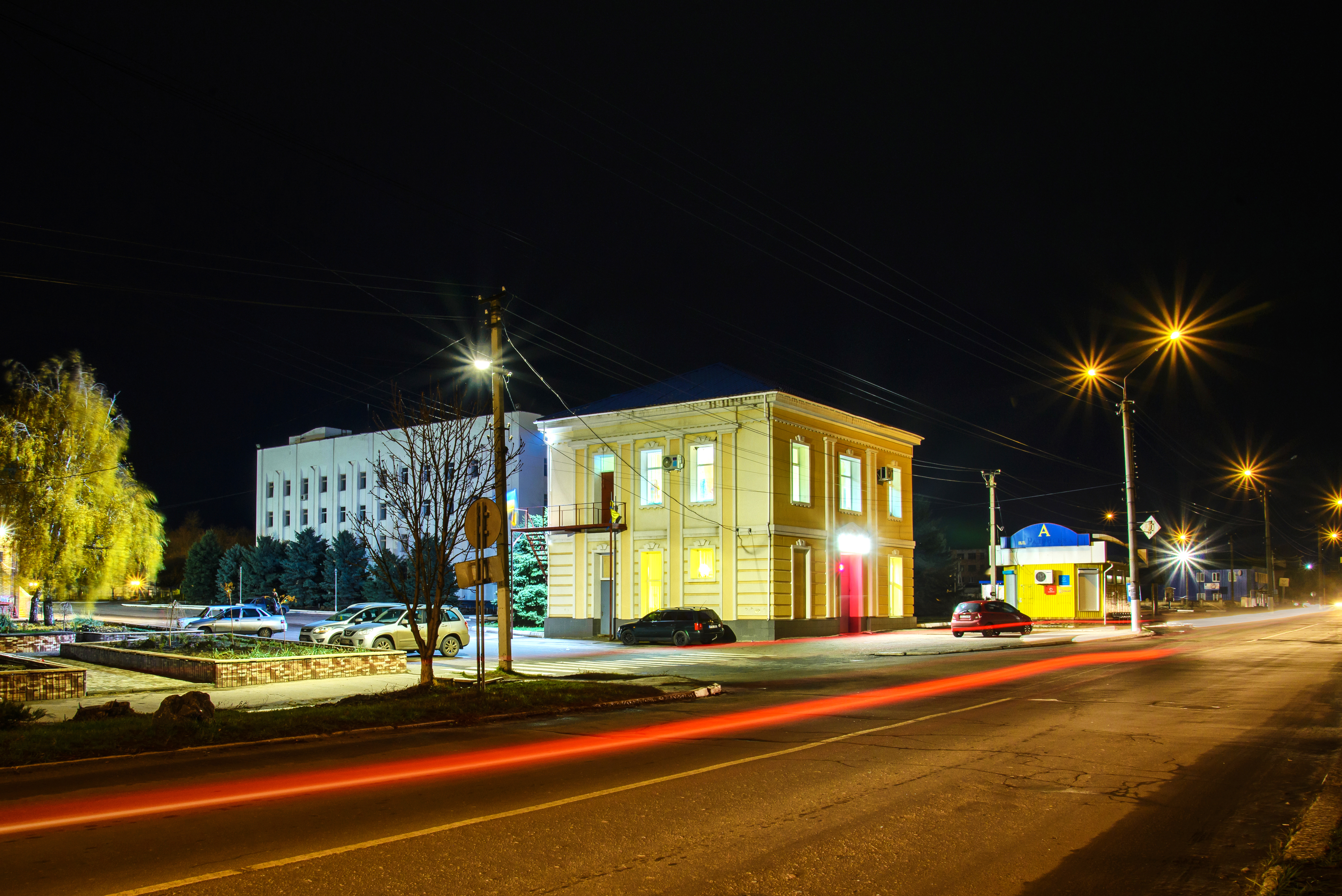
Сватове. 2017 рік

2016 року в місті встановили пам'ятник Тарасові Шевченку, автором якого є скульптор Ігор Семак.
12 липня 2020 року архієреї ПЦУ освятили наріжний камінь майбутньої церкви Покрова Пресвятої Богородиці.
У червні 2021 року поблизу міста почались розкопки кургану скіфської доби.

#### Російське вторгнення 2022 року
24 лютого 2022 року Росія розпочала широкомасштабне російське вторгнення в Україну, назвавши війну «спеціальною операцією зі звільнення Донбасу»
28 лютого 2022 року військо Росії натрапило на опір жителів Сватового, які висунули окупантам вимоги — негайно залишити територію населеного пункту. 
3 березня 2022 року місцеві жителі вдруге прогнали російських військових з міста.
8 березня 2022 року окупаційні війська захопили Сватове і встановили в місті та районі підконтрольну адміністрацію. Її очолив Петро Морозов — депутат Сватівської районної ради від проросійської колаборантської партії ОПЗЖ та працював у місцевому підрозділі ПАТ «Укртелеком».
У Сватовому введено комендатську годину з 18:00 до 05:00. Крім того, місцевим жителям наказано жити виключно за «московським часом».
В місті та районі відсутній мобільний зв'язок — пошкоджено обладнання. Для його відновлення потрібен доступ техперсоналу до базових станцій, проте через бойові дії дістатися до пошкодженого обладнання неможливо.
25 червня 2022 року голова Луганської ОВА Сергій Гайдай повідомив, що на російських складах у Сватовому пролунали вибухи.

## Географія

### Загальна характеристика
Місто розташоване над річкою Красною (річка протікає через місто з півночі на південь та поділяє Сватове на право- та лівобережну частини), на північному заході Луганської області, у Дніпровсько-Донецькій западині, на Слобожанщині, у в південно-східній частині Середньоросійської височини.
Відстань до Луганську становить 154 км і проходить автошляхом Н26, який згодом переходить в Н21.
Сватове є вантажно-пасажирською залізничною станцією Лиманської дирекції Донецької залізниці.

### Клімат
У місті Сватове континентальний, помірно посушливий, теплий клімат зі спекотним та сухим літом, холодною і малосніжною зимою з частими відлигами. Кількість опадів та вологість, за порами року, є нерівномірна.
Середньорічна температура повітря становить +8,2°С. Найпрохолодним місяцем року є січень з середньою температурою –7,3°С. Днів з температурою повітря вище 0°С на рік налічується 255—265. Стійкий сніговий покрів утворюється 14-22 грудня, сходить сніг 19-21 березня. Період зі стійким сніговим покровом триває 82-95 днів. Сніготанення триває 10-14 днів. Сама пізня дата відтавання грунту – 10 квітня.
Кількість опадів за рік становить 532.4 мм. Найбільше опадів у червні-липні, найменше в січні-лютому.
| Клімат міста Сватове (1981–2010)           | Клімат міста Сватове (1981–2010) | Клімат міста Сватове (1981–2010) | Клімат міста Сватове (1981–2010) | Клімат міста Сватове (1981–2010) | Клімат міста Сватове (1981–2010) | Клімат міста Сватове (1981–2010) | Клімат міста Сватове (1981–2010) | Клімат міста Сватове (1981–2010) | Клімат міста Сватове (1981–2010) | Клімат міста Сватове (1981–2010) | Клімат міста Сватове (1981–2010) | Клімат міста Сватове (1981–2010) | Клімат міста Сватове (1981–2010) |
| Показник                                   | Січ.                             | Лют.                             | Бер.                             | Квіт.                            | Трав.                            | Черв.                            | Лип.                             | Серп.                            | Вер.                             | Жовт.                            | Лист.                            | Груд.                            | Рік                              |
| Середній максимум, °C                      | −1,6                             | −1                               | 5,3                              | 15,5                             | 22,3                             | 26,1                             | 28,2                             | 27,6                             | 21,2                             | 13,3                             | 4,7                              | −0,5                             | 13,4                             |
| Середня температура, °C                    | −4,5                             | −4,6                             | 0,8                              | 9,4                              | 15,6                             | 19,5                             | 21,5                             | 20,3                             | 14,5                             | 8,0                              | 1,3                              | −3,3                             | 8,2                              |
| Середній мінімум, °C                       | −7,3                             | −7,8                             | −2,8                             | 4,0                              | 9,0                              | 13,3                             | 15,1                             | 13,5                             | 8,7                              | 3,6                              | −1,6                             | −6                               | 3,5                              |
| Норма опадів, мм                           | 42.1                             | 38.6                             | 33.4                             | 34.9                             | 50.5                             | 62.8                             | 53.5                             | 39.3                             | 50.3                             | 39.3                             | 44.8                             | 42.9                             | 532.4                            |
| Днів з опадами                             | 9,5                              | 8,1                              | 7,7                              | 6,8                              | 7,7                              | 8,3                              | 7,2                              | 4,6                              | 6,2                              | 5,8                              | 7,0                              | 8,7                              | 87,6                             |
| Вологість повітря, %                       | 84.2                             | 81.8                             | 77.4                             | 65.1                             | 61.3                             | 65.3                             | 65.7                             | 63.9                             | 69.6                             | 76.4                             | 84.1                             | 84.9                             | 73.3                             |
| ------------------------------------------ | -------------------------------- | -------------------------------- | -------------------------------- | -------------------------------- | -------------------------------- | -------------------------------- | -------------------------------- | -------------------------------- | -------------------------------- | -------------------------------- | -------------------------------- | -------------------------------- | -------------------------------- |
| Джерело: World Meteorological Organization |                                  |                                  |                                  |                                  |                                  |                                  |                                  |                                  |                                  |                                  |                                  |                                  |                                  |

### Чисельність

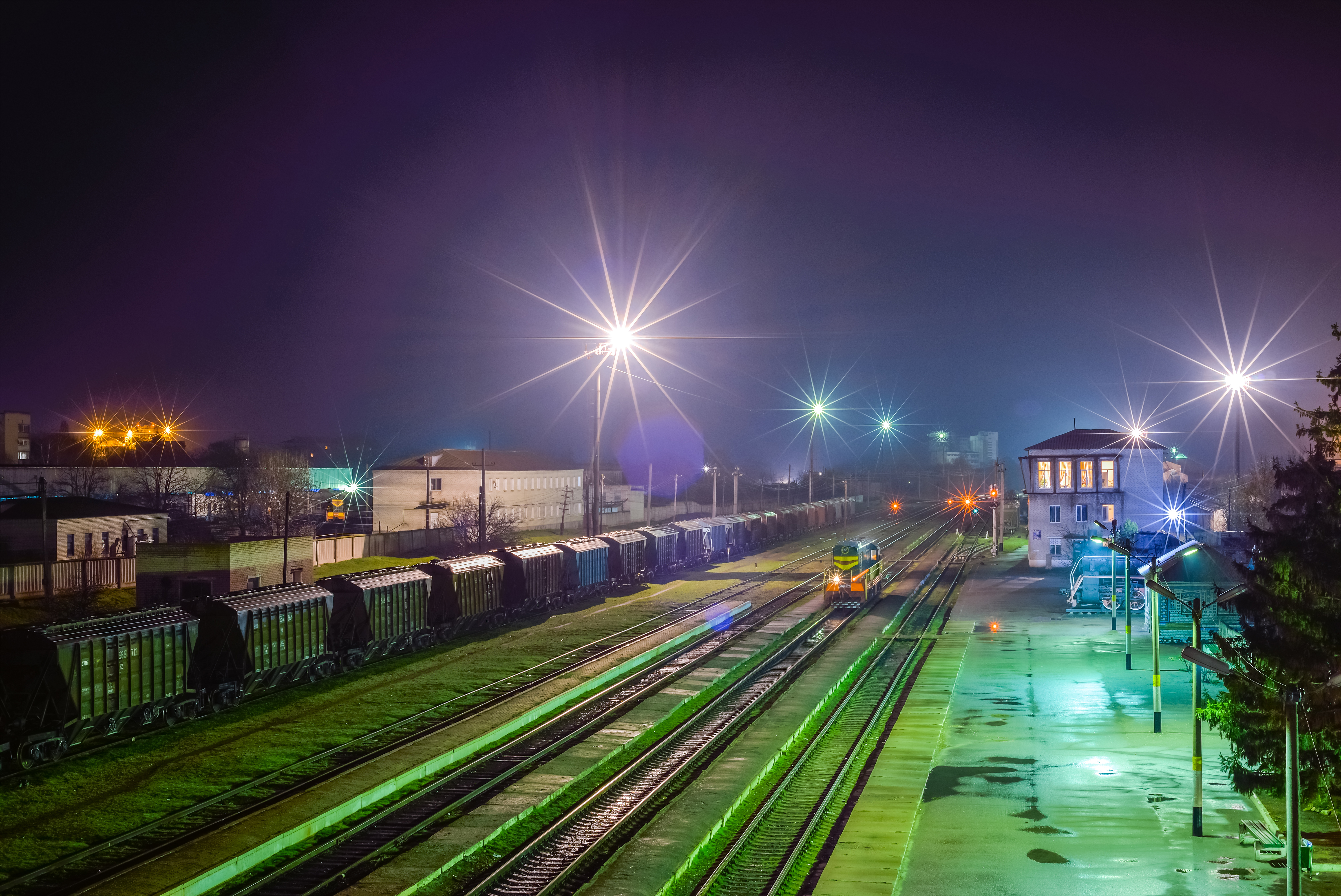
Сватівський Двірець (залізничний вокзал).

## Населення

### Національний склад
Кількість та частка населення за етнічним походженням, відповідно до Перепису населення України 2001 року:

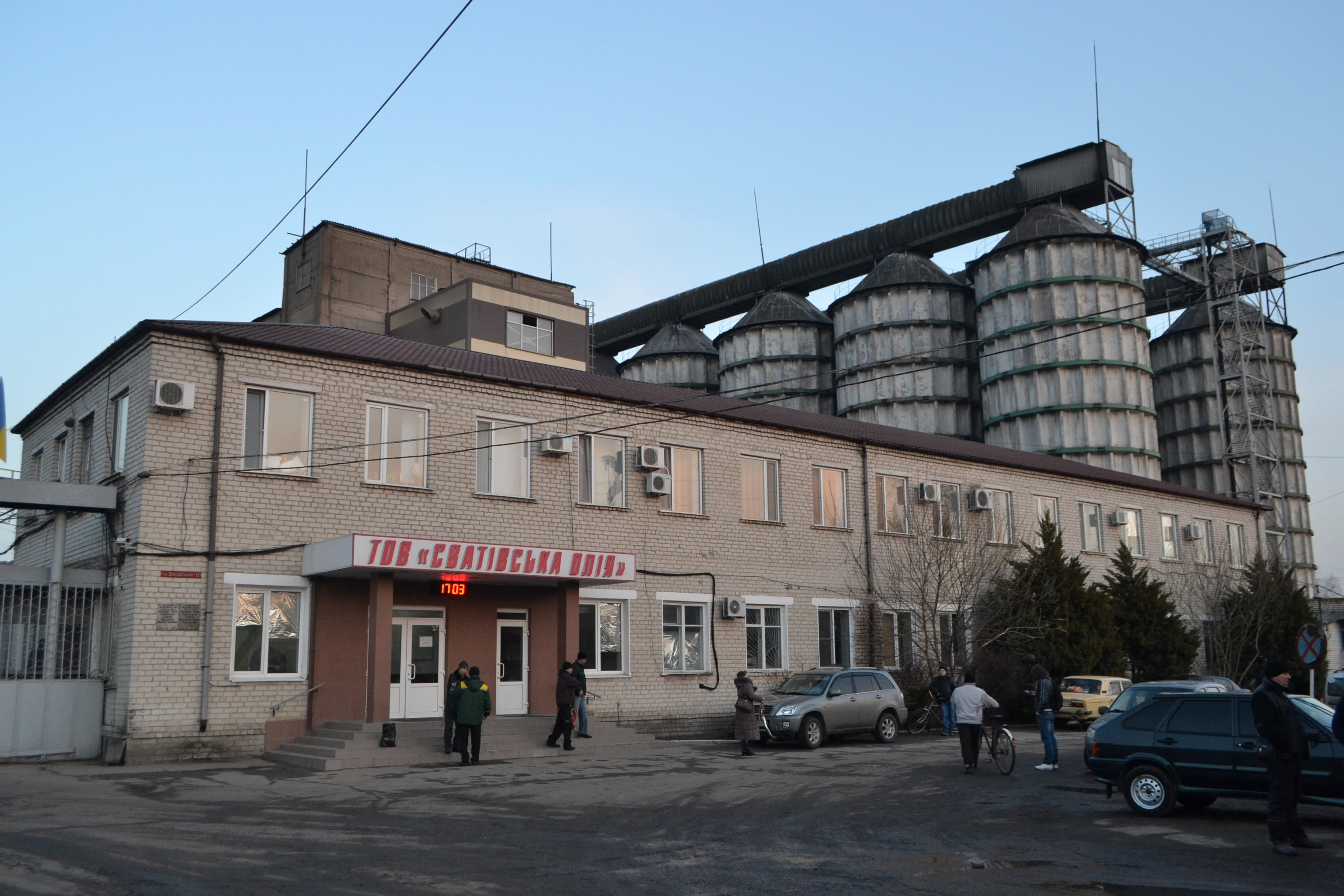
Сватівський олійно-екстракційний завод ТОВ «Сватівська олія»

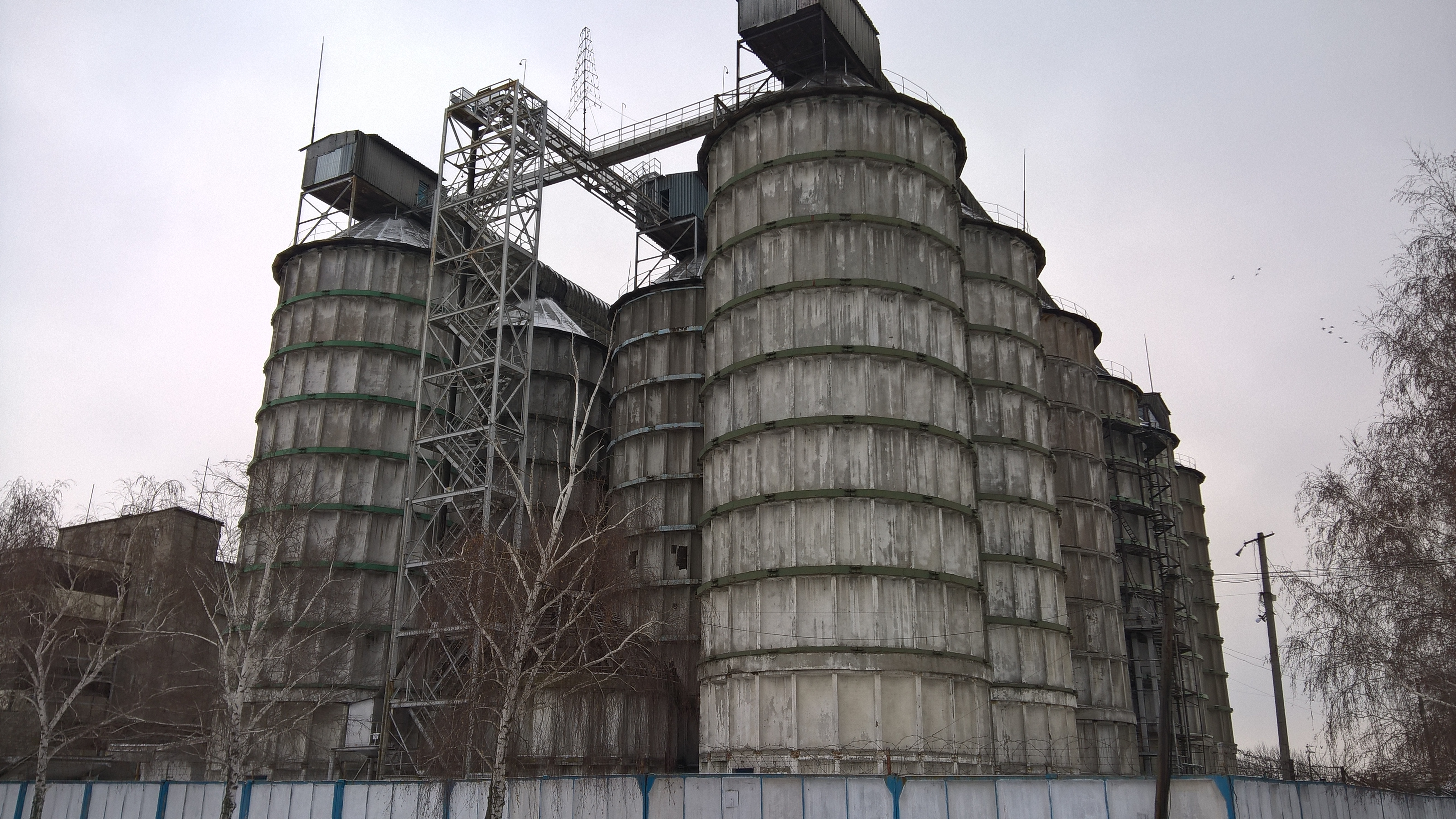
Елеватор

| Національність | Кількість | Частка (%) |
| Загалом        | 19383     | 100.00     |
| Українці       | 17419     | 89,87      |
| Росіяни        | 1669      | 8,61       |
| Білоруси       | 62        | 0,32       |
| Румуни         | 27        | 0,14       |
| Азербайджанці  | 23        | 0,12       |
| Грузини        | 14        | 0,07       |
| Поляки         | 13        | 0,067      |
| Німці          | 10        | 0,05       |
| Інші           | 156       | 0,8        |

### Мовний склад
Рідна мова населення за даними перепису 2001 року:
| Мова       | Чисельність, осіб | Доля     |
| ---------- | ----------------- | -------- |
| Українська | 17 349            | 89,51 %  |
| Російська  | 1 879             | 9,69 %   |
| Інше       | 155               | 0,80 %   |
| Разом      | 19 383            | 100,00 % |

## Економіка

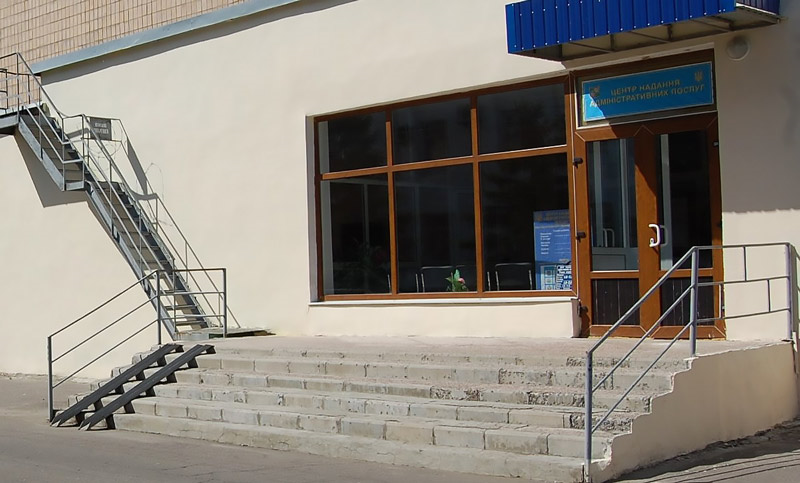
Центр надання адміністративних послуг.

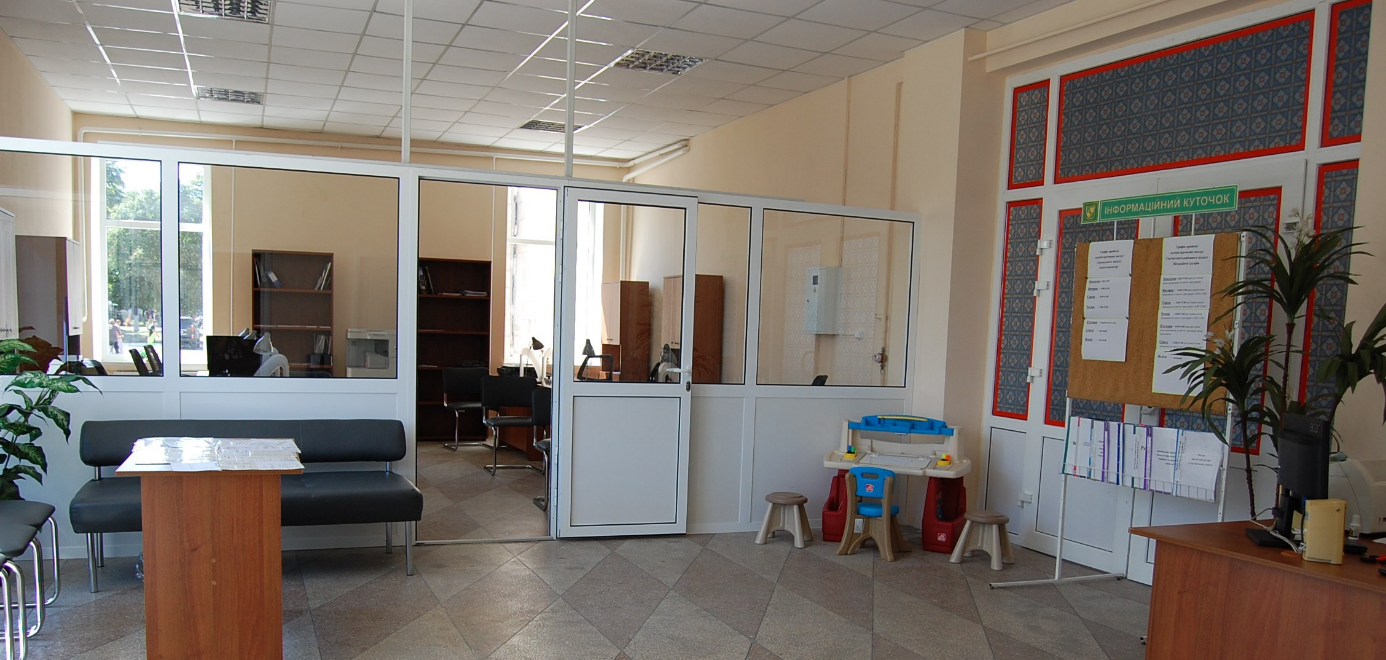
Центр надання адміністративних послуг.

Промисловість міста складається з підприємств переробки сільськогосподарської продукції, обслуговування сільгоспвиробництва, металообробки, легкої та поліграфічної промисловості.
У всіх сферах економічної діяльності зайнято 12,01 тис. осіб.
У 2019 році у місті будувався паливозаправний комплекс об'ємом зберігання 300 кубометрів для власного використання компанії «Нібулон».
У місті діє 5 філій банків: «Експресбанк», «Ощадбанк», «Райффайзен Банк Аваль», «Укркомунбанк», «Приватбанк».
Підприємства
- ВАТ «Швейна фабрика Сватівчанка»
- ВАТ «Сватівська районна друкарня»
- ВАТ «Сватівський комбінат хлібопродуктів»
- ЗАТ «Сватове-агро»
- ЗАТ «Сватівський молочний завод»
- ЗТА «Сватівський м'ясокомбінат»
- КС «Українська Народна Каса „Сватова Лучка“»
- КП «Ремонтно-механічнИЙ завод»
- ТОВ «Сватівський завод експериментального лиття»
- ТОВ «Сватове-хліб»
- ТОВ «Коковін»
- ТОВ «Слобожанський завод продтоварів»
- ТОВ «Сватівська олія»
- ТОВ «Слобожанська»

## Соціальна сфера
Сватівське «Міське Підприємство Житлово-комунальне господарство» утримує на своєму балансі 112 житлових будинки, з яких 44 багатоповерхових та 6 гуртожитків. Підприємство займається ремонтом дахів, опалювальної системи, вивозом сміття, благоустроєм міста та інше.

## ЗМІ
- «Сватове.City» — міське інтернет-видання, створене у липні 2018 року колективом газети «Голос громади» та Агенцією розвитку локальних медіа «Або».[25] З початком російсько-української війни редакція релокувалася і продовжує щоденне оновлення сайту. Лишається єдиним українським медіа у тимчасово окупованій громаді.
- «Голос громади» — газета Сватівської міської громади
- «Новини Сватівщини» — комунальтна газета Сватівського району
- «Сватівський кур'єр» — рекламно-інформаційна газета
- «Сватівські відомості» — громадсько-політичне видання Сватівського району
- «Юність Слобожанщини» — районна дитяча газета

## Культура
- Народний Дім «Сватова Лучка»
- Сватівський районний народний краєзнавчий музей. Створений у 1962 році, має майже 10 тис. експонатів.

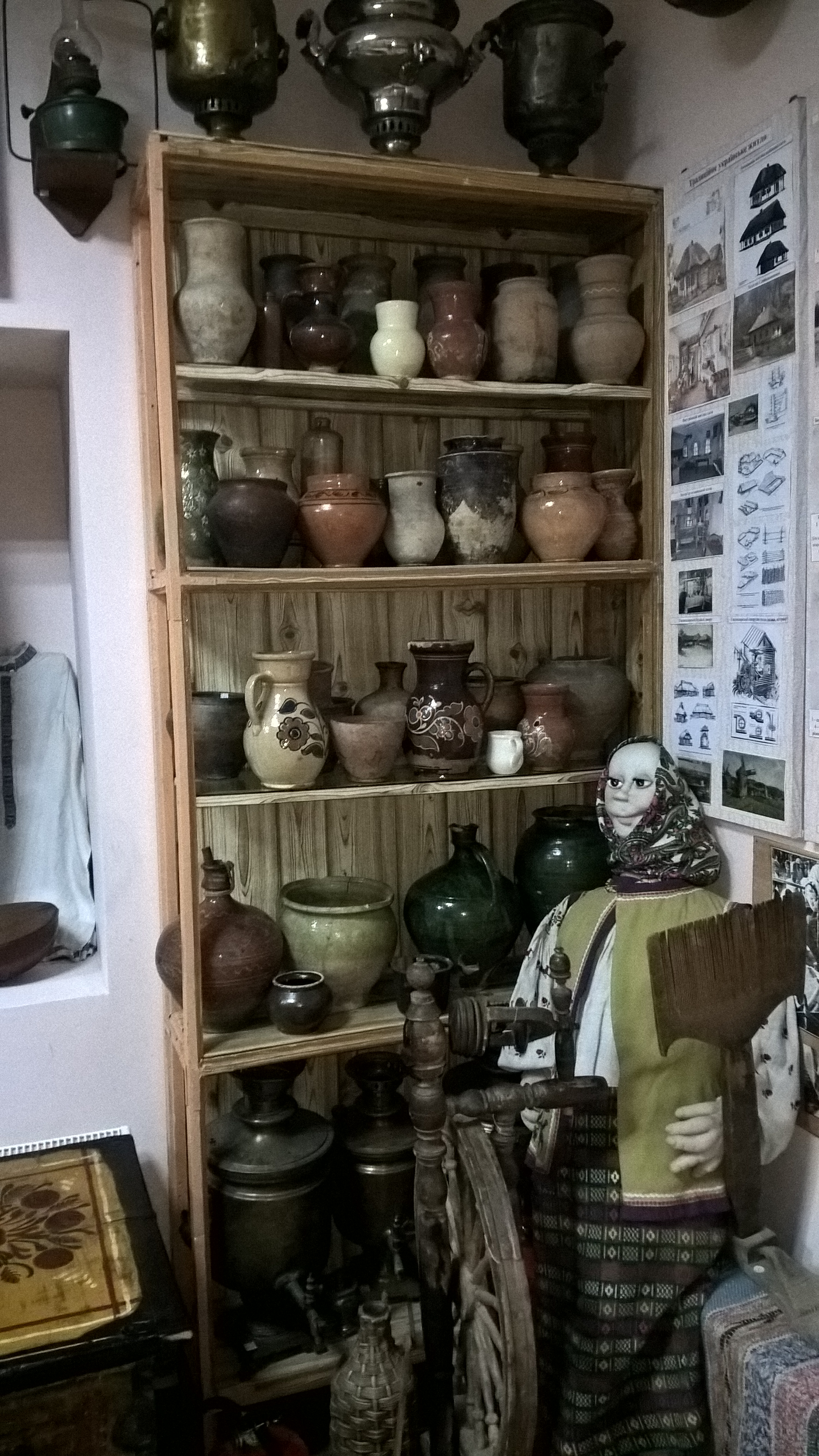
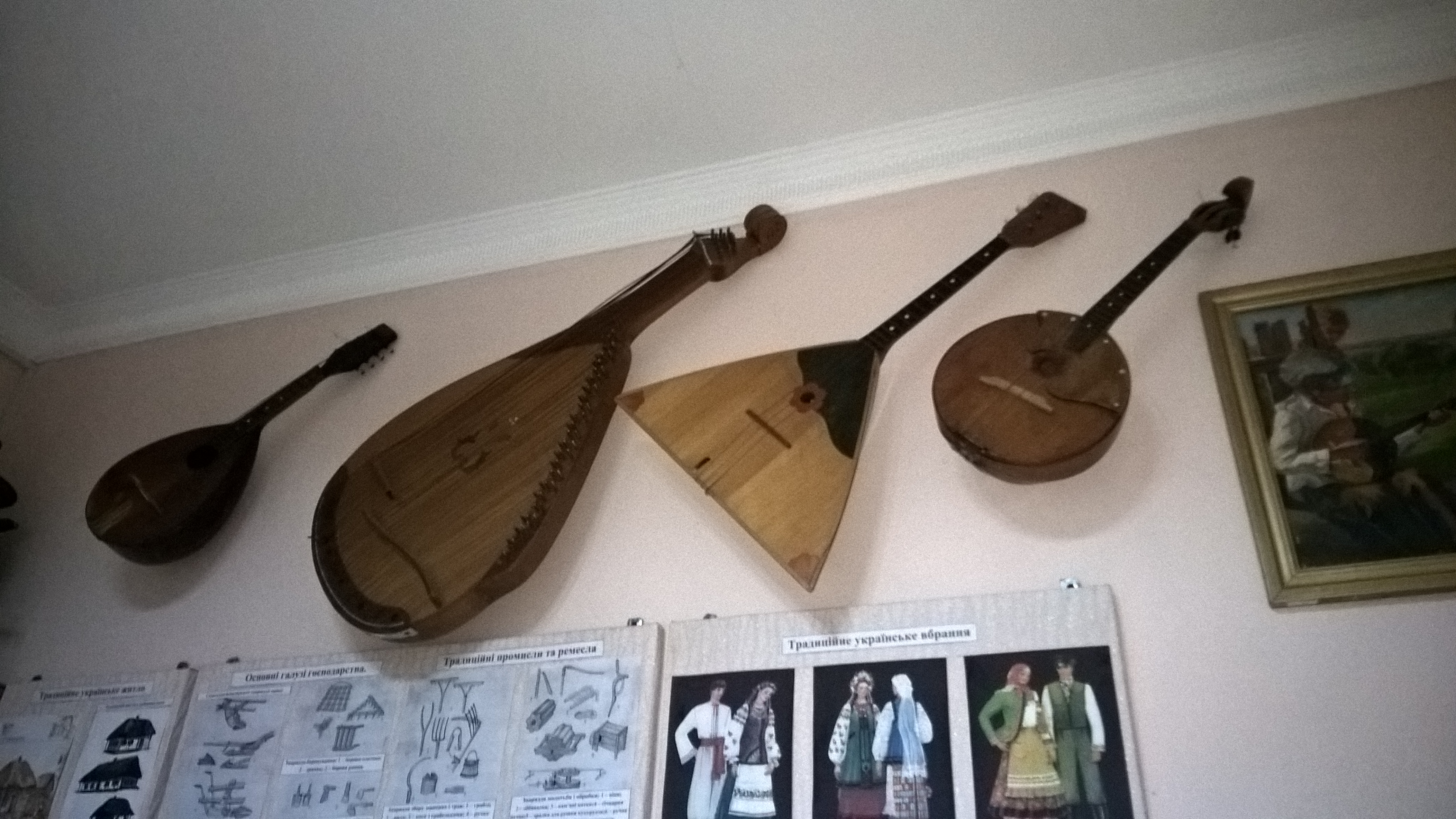
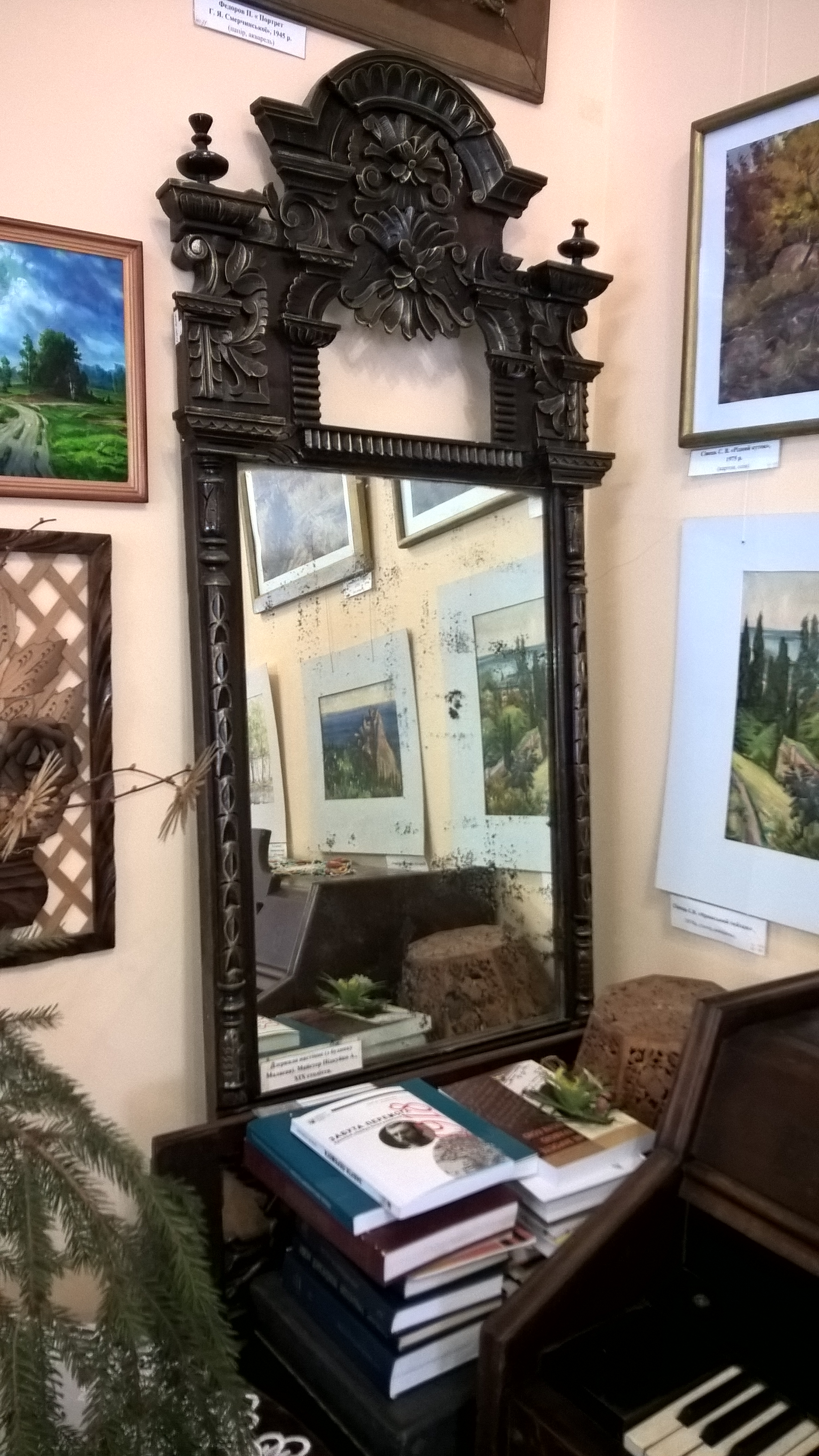
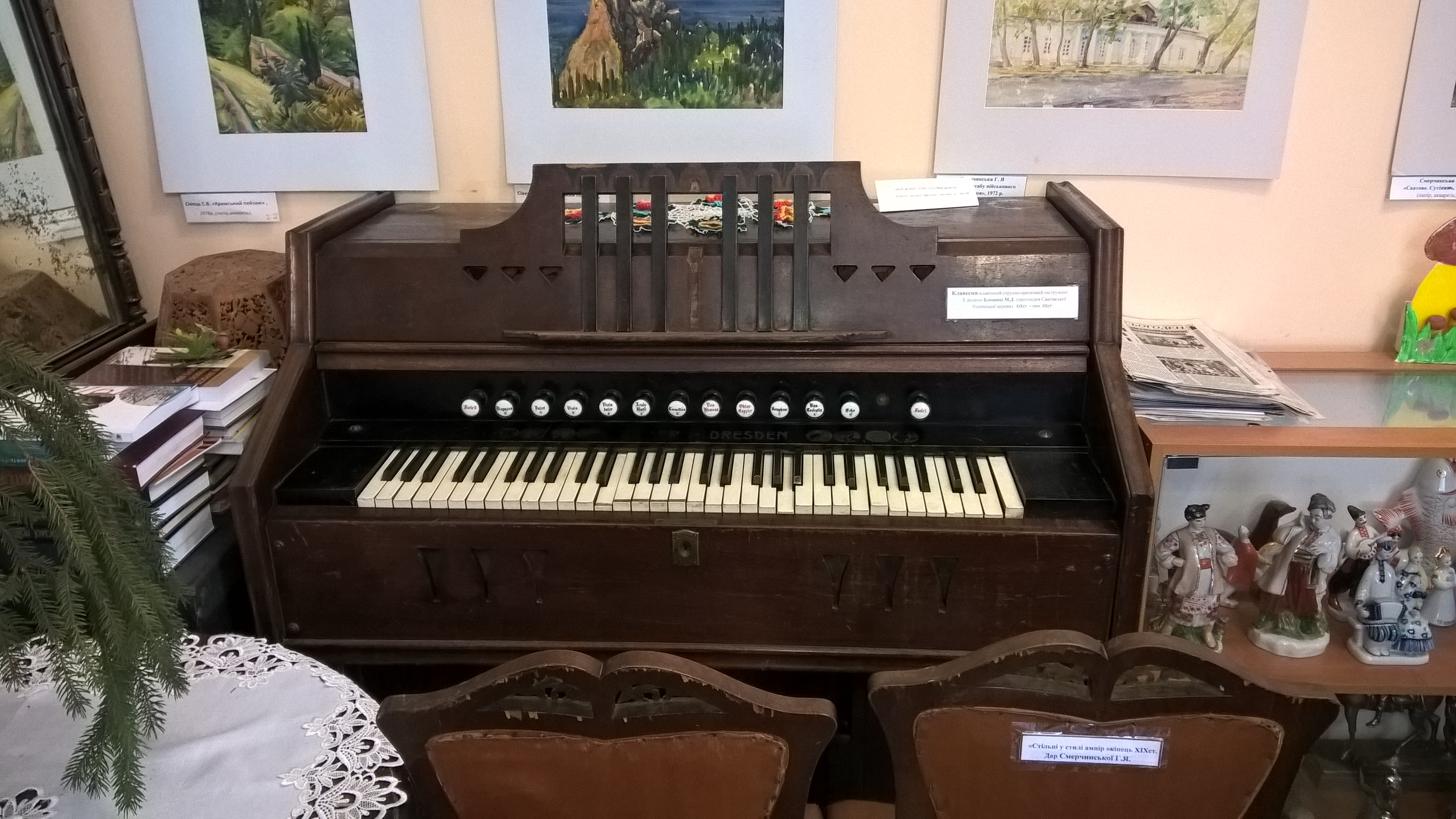

## Освіта
Бібліотеки
- Центральна районна бібліотека ім. Т. Полякова

Загальноосвітні школи

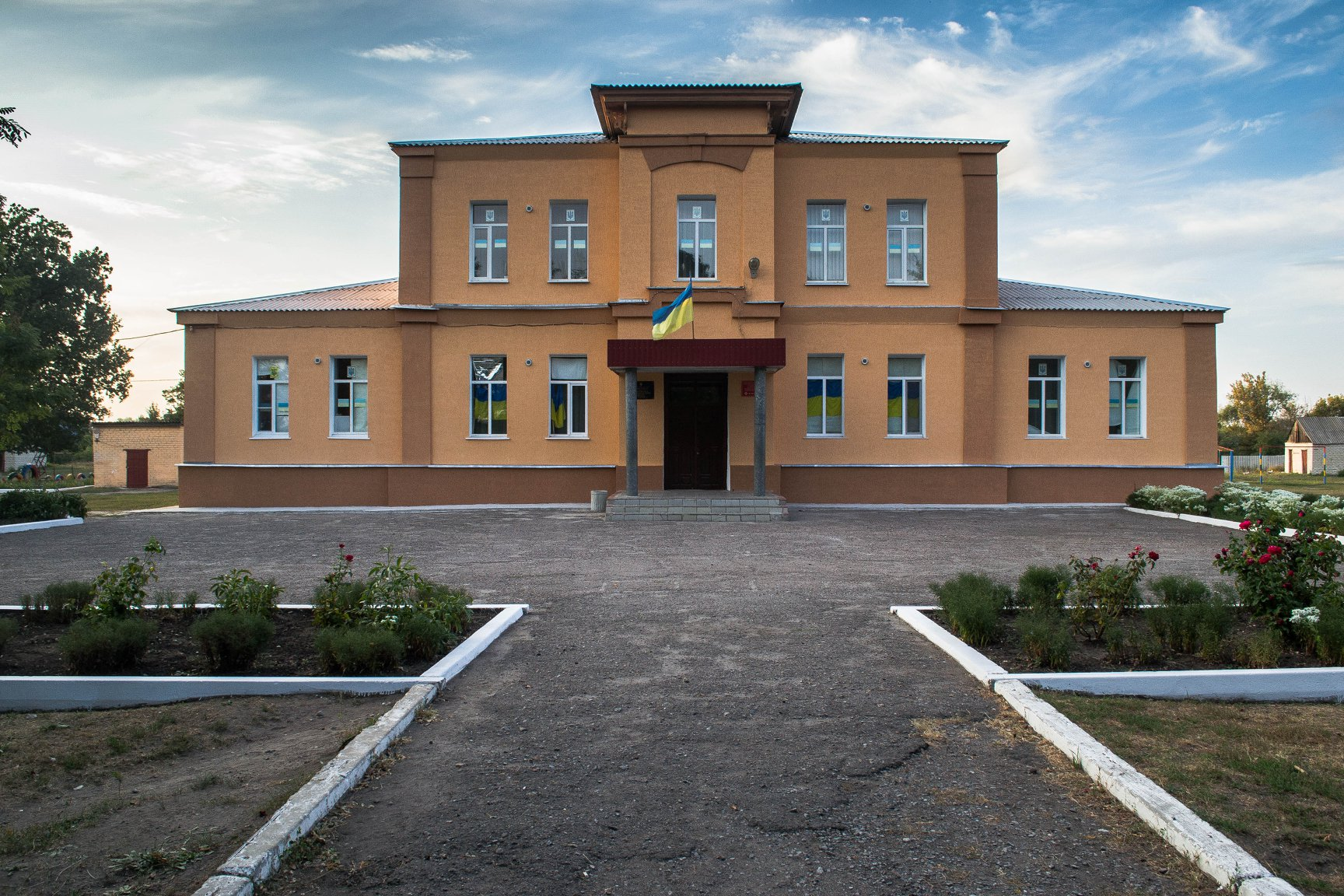
Сватівська загальноосвітня школа І-ІІІ ступенів № 1. Будівля колишньої Духовної семінарії

- Сватівська загальноосвітня школа І-ІІІ ступенів № 1
- Сватівська загальноосвітня школа І-ІІІ ступенів № 2
- Сватівська загальноосвітня школа І-ІІІ ступенів № 6
- Сватівська загальноосвітня школа І-ІІІ ступенів № 8
- НВК «Сватівська загальноосвітня школа І ст.-гімназія»

Позашкільні заклади освіти
- Сватівський районний молодіжний центр «Слобожанська духовна криниця ім. М.Щепенка»
- Сватівська районна дитячо-юнацька спортивна школа
- Сватівська районна школа мистецтв

Дошкільні навчальні заклади
- КДНЗ (ясла-садок) № 1 «Малятко»
- КДНЗ (ясла-садок) № 2 «Веселка»
- КДНЗ (ясла-садок) № 3 «Журавка»
- КДНЗ (дитячий садок) № 4 «Чайка»
- Приватний ДНЗ (ясла-садок) «Сонечко» (ТОВ «Сватівська олія»)

## Архітектура та пам'ятки

### Основні об'єкти
- Преображенські катакомби — храмовий комплекс XVII ст. у штучних печерах, що розташовані поблизу сіл Преображенне і Наугольне.[26](рос.)[27]
- Житловий будинок, колишнє приміщення банку (кінець 19 ст.)
- Міський двірець (Залізничний вокзал, 1903 р.)
- Будівля Духовної семінарії (1904 р.)

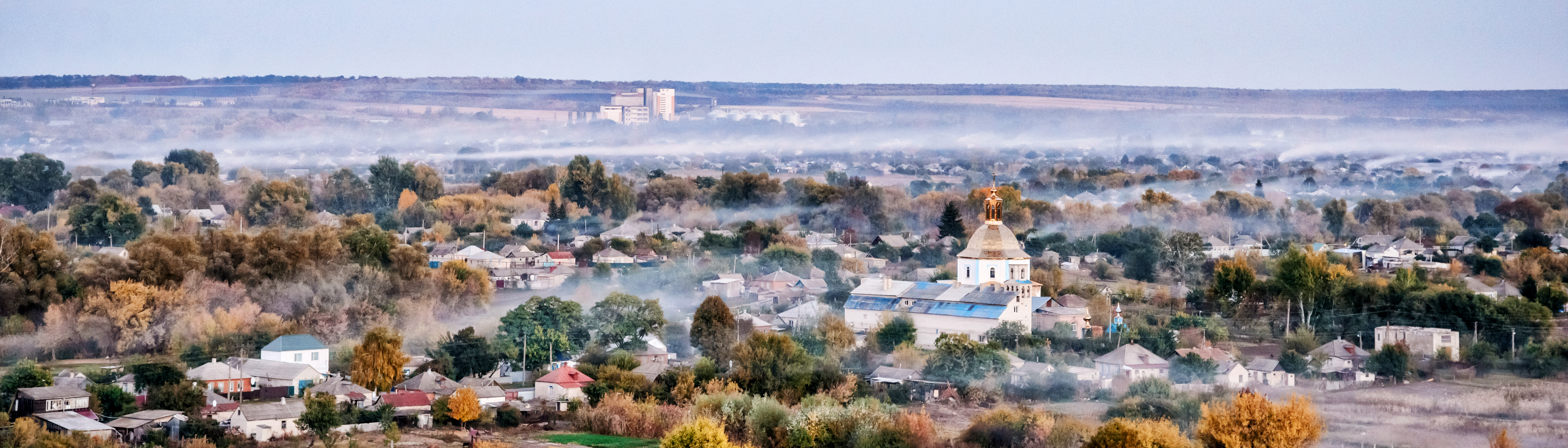
Панорама міста. У центрі церква Успіння Пресвятої Богородиці.

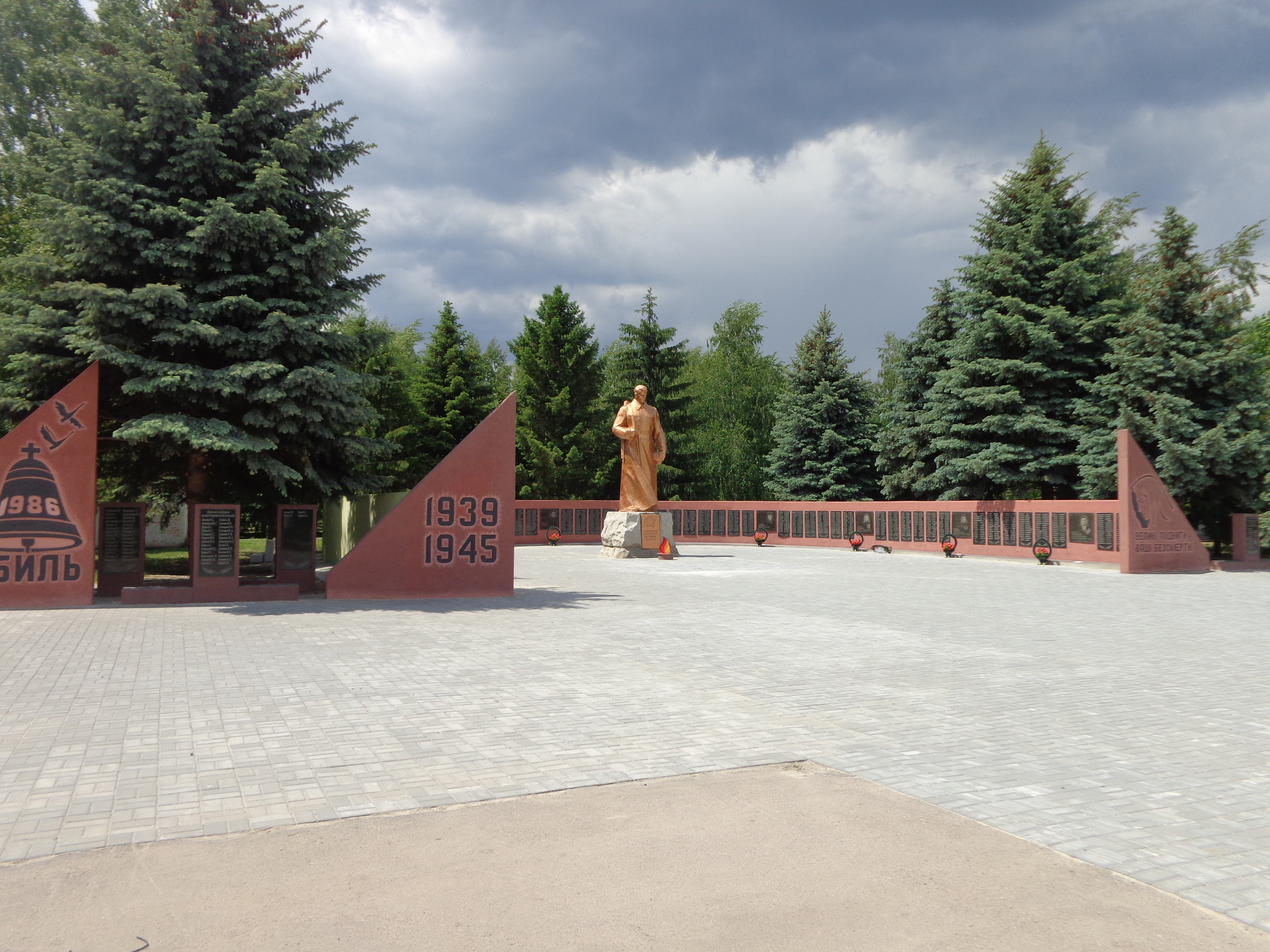
Меморіал Слави, Пам'яті та Скорботи

### Вулиці та площі
У Сватовому нараховується 99 вулиць, 46 провулків, 1 проспект (Будівельника Забурдаєва), 4 площі (площа 50-річчя перемоги, площа Волі, Шкільна площа та площа Злагоди). Квартали міста: квартал Будівельників, квартал Залізничників, квартал Мирний, квартал Незалежності. У 2015-2017 роках, під час декомунізації в Україні, в Сватовому було перейменовано 34 вулиці, пов'язані з радянським минулим. Цікаво, що за весь попередній час існування міста, назви вулиць змінювалися лише 5 разів: Семенютівка ставала Сасова (1917), Дворянська ставала Леніна (1917), Гостинна ставала Коваленка (1965), Залізнична ставала Кударя (1965) і Жовтнева ставала Забурдаєва (1997).

### Пам'ятники
- У центрі міста розташований Меморіал Слави, Пам'яті та Скорботи.
- Пам'ятник паровозу в Сватово на площі Привокзальній.
- Пам'ятник на честь воїнів-визволителів.

### Пам'ятки природи та заказники

#### Сватівський парк
Сва́тівський парк — парк-пам'ятка садово-паркового мистецтва місцевого значення в Україні. Площа 16 га.П арк являє собою посадки сосни звичайної на крейдяних відслоненнях правого берега р. Красної, які утворені у 1912-1914 роках. На сьогоднішні на території парку залишилось 243 сосни, заввишки близько 12 м та діаметром стовбурів 15-20 см, а також багато різноманітної рослинності. У 2010 році увійшов до загальнозоологічного заказника місцевого значення «Терни».

#### Терни
«Терни» — один з об'єктів природно-заповідного фонду Луганської області, загальнозоологічний заказник місцевого значення. Розташований на схід від селища Сосновий у Сватівському районі. Об'єкт загальною площею 730,0 га являє собою заплаву річки Красної з лучними, лучно-степовими і чагарниковими фітоценозами, які є місцем проживання різноманітної фауни. В заказнику водяться бобер, заєць-русак, ондатра, видра річкова, тхір степовий. Багате видове різноманіття птахів. Тут мешкають вівсянка звичайна, жайворонки польовий і чубатий, коноплянка, фазан, різні види качок, одуд, перепілка, куріпка сіра. Територію заказника використовують як кормові угіддя хижі птахи: яструб-перепелятник, лунь лучний, канюк степовий.

### Промисли

#### Бджільництво
Традиційне ремесло бджільництва у Сватівському районі є об'єктом культурної спадщини України. Існує легенда, що заснували місто Сватове саме пасічники. Це ремесло є невід'ємною частиною регіону.
Сватівські пасічники використовують нові наукові підходи, наприклад, для збору меду використовують електричну медогонку, а для розпечатування стільників – автоматичний двосторонній пристрій.
"Наразі ремесло потребує термінового захисту через російську агресію проти України. Після деокупації міста та області носії ремесла планують повернутися додому й відроджувати свої пасіки, а також надалі розвивати давнє ремесло, яке передавалося від діда-прадіда і дійшло до сучасників.

## Відомі особистості

### Народилися
- Микола Аксаков — повний кавалер Ордена Слави (14 травня 1925 — 22 березня 1969).
- Олена Балаба — українська поетеса.
- Владислав Бережний (1996—2019) — український військовик, молодший сержант Збройних сил України, учасник російсько-української війни.
- Анатолій Борисенко — радянський державний діяч. Депутат Верховної Ради РРФСР 3-го і 5-го скликань. Депутат Верховної Ради СРСР 4-го скликання.
- Ангеліна Голембієвська (1905—1988) — українська художниця.
- Григорій Задера (1871—1937) — український прозаїк та публіцист.
- Ірина Іващук (нар. 2005) — українська самбістка; чемпіонка України.
- Григорій Ілляшов — український політик, генерал-полковник, кандидат політичних наук, колишній Голова Служби зовнішньої розвідки України.
- Олександр Клеванов — російський письменник, перекладач стародавніх класиків.
- Ігор Краснослободцев — український альпініст.
- Дмитро Ліницький — український військовик, підполковник Армії УНР.
- Лев Перешкольник (1902—1976) — український графік.
- Йосип Порчинський — російський ентомолог українського походження, один з фундаторів медичної, сільськогосподарської та лісової ентомології в Росії.
- Микола Почтарьов — почесний громадянин міста Сватове.
- Євген Рибалко — український політик, Сватівський міський голова (з листопада 2010).
- Олександр Стешенко — український політик. Народний депутат України. Член партії ВО «Батьківщина».
- Артем Стриженко — український військовик, солдат Збройних Сил України, учасник російсько-української війни.
- Віктор Таранченко — український скульптор; член НСХУ — 1970, заслужений художник України — 1996.
- Ярослав Ямполь — український футболіст, півзахисник «Черкаського Дніпра».
- Георгій Шлаканьов — український архітектор.

Володимир Просін (1953 – 2014 рр) – відомий[джерело?] на Луганщині громадський діяч, багатолітній голова Сватівської районної державної адміністрації, заступник керівника Луганської ОДА, організатор бойових загонів  ополченців проти  російської окупації 2014 року. Все зробив для того, щоб при йому в Сватівському районі не було жодної російськомовної школи. Відомий[джерело?] в Україні журналіст, редактор, блогер, секретар  Національної Спілки журналістів України. Голова місцевого районного осередку української мови «Просвіта»  [джерело?].

### Проживали
- Сахіб Магеррам огли Атакішиєв (1967—2017) — сержант Збройних Сил України, учасник російсько-української війни.
- Михайло Білоіваненко — почесний громадянин міста Сватове.
- Василь Кравцов — почесний громадянин міста Сватове.
- Йосип Палійов — Герой Соціалістичної Праці.
- Михайло Руденко — український спортсмен та тренер, заслужений тренер і майстер спору міжнародного класу з гирьового спорту. Виховав 12 чемпіонів світу, 7 чемпіонів Європи, 14 чемпіонів України.
- Василь Чайка — заслужений лікар України.
- Іванов Сергій —  український телеведучий, публіцист, громадський діяч, письменник, блогер.

## Міста-побратими
- Ківерці, Україна (2014)[29]
- Плунге, Литва (2018)[29]